# Рузієв Сабіржан Сабітович
Сабіржан Сабітович Рузієв (15 червня 1953 , Біловодське, Чуйська область ) — радянський фехтувальник на рапірах, срібний призер Олімпійських ігор 1980 року, чемпіон світу.

## Виступи на Олімпіадах
| Олімпіада     | Дисципліна           | Місце |
| ------------- | -------------------- | ----- |
| Монреаль 1976 | командна рапіра      | 4     |
| Москва 1980   | індивідуальна рапіра | 4     |
| Москва 1980   | командна рапіра      | 2     |